# Esther Jacobs

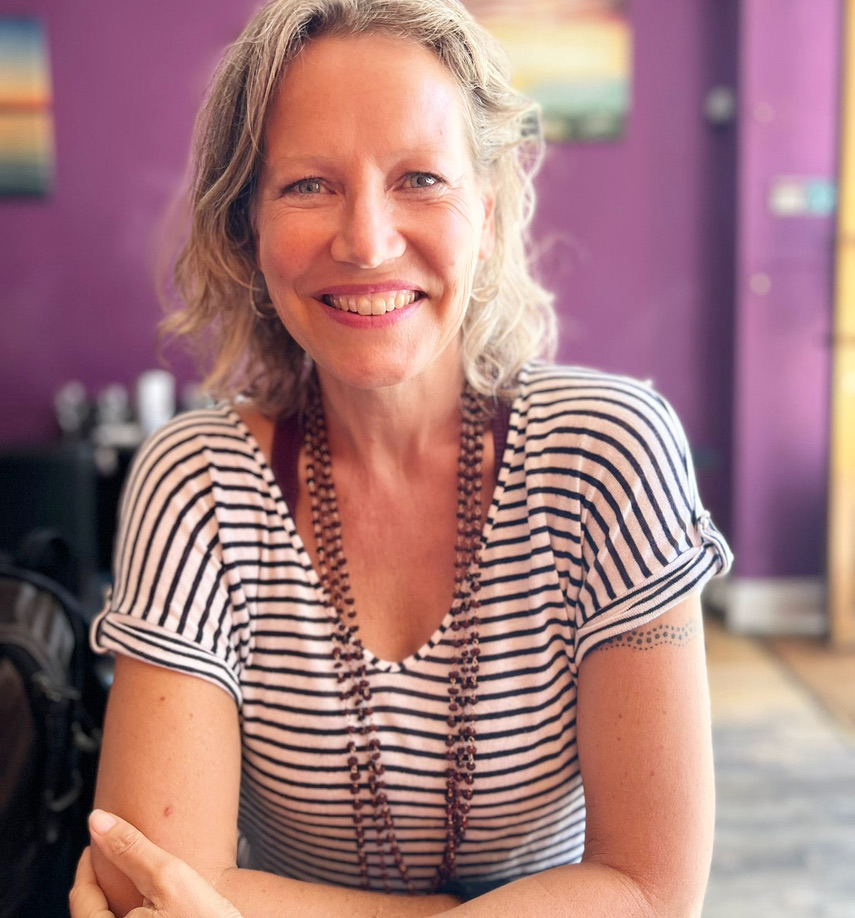
Esther Jacobs

Esther Jacobs (1970) is een Nederlands ondernemer.
Jacobs studeerde bedrijfskunde (Nyenrode Business Universiteit 1989-1992), antropologie en Latijns-Amerikaanse studies (Universiteit van Florida 1994-1995). Ze woont afwisselend in Spanje, Miami, Amsterdam, Curaçao, en Apulië (Italië). Sinds 1992 werkt zij als motivational speaker en schrijver. Ze werd landelijk bekend nadat ze in 2000 het initiatief had genomen voor de actie Coins for Care en in 2005 had deelgenomen aan het televisieprogramma Expeditie Robinson.
Tijdens de actie Coins for Care konden Nederlanders buitenlandse muntjes die na de invoering van de euro in 2002 waardeloos zouden worden, inleveren voor het goede doel. Hiermee werd 4 miljoen euro opgehaald en samen met de verwante actie Eurocollecte ruim 16 miljoen euro. Voor dit initiatief werd Jacobs in 2003 benoemd tot Ridder in de Orde van Oranje-Nassau.
In 2007 werd de stichting Coins door Care opgeheven en het restantbedrag geschonken aan stichting Centraal Informatiepunt Goede Doelen, de latere stichting Kenniscentrum Filantropie.
Jacobs heeft diverse boeken uitgegeven, waaronder Digital nomads.